# Chrysogaster rondanii
Chrysogaster rondanii är en tvåvingeart som beskrevs av Maibach 1996. Chrysogaster rondanii ingår i släktet ängsblomflugor, och familjen blomflugor.
Artens utbredningsområde är Nederländerna. Inga underarter finns listade i Catalogue of Life.